# Demografia Israelului

O piramidă a populației care arată vârsta populației pe sexe în 2017

Statul Israel are o populație de aproximativ
9.841.900 de locuitori în septembrie 2023. În 2022 aproximativ 74,24% erau evrei din toate mediile (aproximativ 6.829.000 de persoane), 20,95% erau arabi, (aproximativ 1.890.000 de persoane) -  musulmani suniți în majoritate, ceilalți fiind creștini, druzi, etc, în timp ce restul de 4,81% (aproximativ 434.000 de persoane) erau definite ca „alți”, persoane de origine evreiască considerate neevrei prin criteriile legilor religioase și persoane de origine neevreiască (ruși, polonezi, români, ucrainieni, germani, filipinezi, bulgari, uzbeci etc)  care sunt membri de familie neconvertiți ai unor evrei (nefiind înregistrați la Ministerul de Interne ca evrei), creștini nearabi inclusiv armeni, clerici și călugări de diferite naționalități, musulmani nearabi, inclusiv cinci mii de cerkezi (musulmani suniți) câteva sute de romi (musulmani), foști refugiați vietnamezi, membri ai sectei afro-americane Israeliții africani evrei ai Ierusalimului de asemenea, alți rezidenți care nu au nici o clasificare etnică, nici religioasă.
În iunie 2022 mai trăiau în Israel circa 129.255 lucrători străini (din care 24.003 cu viza expirată), circa 30.000 turiști cu viza expirată, refugiați și intruși, mai ales din Africa, al căror număr a fost estimat la 26.159 și un număr de câteva mii de intruși, de obicei lucrători fără permis oficial, din Autoritatea Națională Palestiniană.